# Kara śmierci w Dakocie Południowej
Dakota Południowa jest jednym z tych stanów USA, w których wykonano najmniej wyroków śmierci. Od roku 1976 wykonano 5 egzekucji.

## Pierwszy okres (1877–1913)
- Dakota Południowa została przyjęta do Unii 2 listopada 1889 roku
- W pierwszym okresie obowiązywania kary śmierci (tj. 1877–1913) wykonano w niej 14 wyroków śmierci
- Cztery z nich wykonano przed uzyskaniem praw stanowych, zaś dziesięć już po tym fakcie
- Jedyną metodą egzekucji w tym okresie było powieszenie
- Pierwszą osobą straconą w Dakocie Południowej (jeszcze terytorium) był Jack McCall (1 marca 1877), zabójca słynnego „Dzikiego Billa” Hickooka na terenie Yankton County
- Sześciu straconych było białymi, pięciu Indianami, a dwóch Murzynami. Rasa jednego jest nieznana
- Ostatnią osobą straconą w tym okresie był Joseph Richman (3 grudnia 1913 roku)

## Abolicja (1913–1939)
W tym okresie kara śmierci była czasowo (urzędowe określenie) zniesiona.

## Drugi okres (1939–1947)
W roku 1939 KŚ została na powrót wprowadzona, zaś szubienicę zastąpiono krzesłem elektrycznym
Zostało ono użyte tylko jeden raz (w ogóle w tym okresie odbyła się tylko jedna egzekucja). 8 kwietnia 1947 roku stracony został w Sioux Falls George Sitts.

## Obecnie
KŚ w tym stanie była zawieszona praktycznie od egzekucji Sittsa, zaś w latach 1972–1979 zniesiona (najpierw orzeczeniem Sądu Najwyższego Furman v. Georgia). Jednakże w roku 1979 przywrócono ją, co było pierwszym aktem urzędowym gubernatora Billa Janklowa.
Tak więc obecnie KŚ dalej figuruje w stanowym prawodawstwie, a jedyną metodą egzekucji jest zastrzyk trucizny. 11 lipca 2007 odbyła się pierwsza od 1947 roku egzekucja, stracony został Elijah Page, była to tzw. voluntary execution (egzekucja ochotnicza). W październiku 2012 roku przeprowadzono dwie kolejne egzekucje. 29 października 2018 roku stracono tam natomiast 56-letniego Rodneya Scotta Bergeta, skazanego na karę śmierci za zamordowanie strażnika więziennego podczas nieudanej próby ucieczki w 2011 roku. 4 listopada 2019 roku przeprowadzono tam natomiast egzekucję 63-letniego Charlesa Russella Rhinesa, skazanego na karę śmierci za zadźganie nożem 22-letniego pracownika sklepu z pączkami w Rapid City podczas napadu rabunkowego w 1992 roku. Aktualnie jedna osoba przebywa tam w celi śmierci.

### W sieci
- Regional Studies – Central. users.bestweb.net. [zarchiwizowane z tego adresu (2008-10-17)].
- Lista wszystkich egzekucji. users.bestweb.net. [zarchiwizowane z tego adresu (2008-02-23)].
- South Dakota chair. users.bestweb.net. [zarchiwizowane z tego adresu (2008-04-12)].
- Pierwsza od lat egzekucja w Południowej Dakocie. Morderca dołączył do brata
- South Dakota executes inmate Charles Rhines for fatal 1992 stabbing/